# Carex justi-schmidtii
Carex justi-schmidtii là một loài thực vật có hoa trong họ Cói. Loài này được Junge mô tả khoa học đầu tiên năm 1904.